# Antónis Christéas
Antónis Christéas (grec moderne : Αντώνης Χρηστέας), né le 1er février 1937 et mort le 9 octobre 2011, est un ancien joueur et entraîneur de basket-ball grec.

## Palmarès
Joueur
- Champion de Grèce 1957, 1963, 1964, 1965, 1966, 1968, 1970
- Coupe des coupes 1968